# Жан-Батист дьо Грекур
Жан-Батѝст-Жозѐф Вия̀р дьо Греку̀р (на френски: Jean-Baptiste-Joseph Willart de Grécourt) е френски поет и писател.

## Биография
Роден е на 7 февруари 1684 година в Тур в обедняло благородническо семейство от шотландски произход. Подготвян за свещеническа кариера, едва четиринадесетгодишен става каноник и за известно време е популярен проповедник, но постепенно занемарява свещеническата си дейност за сметка на поезията. Прекарва значителна част от времето си в Париж, където се свързва с либертинските кръгове около Виктор Мари д'Естре. Автор е на няколко тома с поезия, повечето събрани и публикувани след смъртта му.
Жан-Батист дьо Грекур умира на 2 април 1743 година в Тур.